# Provincia de Ocaña
La provincia de Ocaña inicialmente fue una división administrativa y territorial de la República de la Nueva Granada, creada por medio de la ley 64 de 1849 con terrenos de las provincias de Pamplona y de Santa Marta. La cual existió hasta el 14 de febrero de 1857 que fue suprimida y su territorio integrado a la Provincia de Mompós, pero cuatro meses después por ley del 15 de junio de 1857, la mayor parte de los mismos terrenos (los distritos de Aspasica, Brotaré, Buenavista, Cármen, Convención, La Cruz, Ocaña, Palma, Pueblo Nuevo, San Antonio, San Calixto, San Pedro y Teorama) fueron agregados a la provincia de Pamplona y a su vez formaron parte del recientemente creado Estado Soberano de Santander, donde pasó a ser el departamento de Ocaña entre el 25 de junio de 1859 hasta el 5 de agosto de 1886 (constitución de 1886), desde esta última fecha por cambios con política centralista, la misma zona regresó al nombre de provincia dentro de la misma región de Santander. 
Finalmente con cambios en sus límites hasta la creación del departamento de Norte de Santander en 1910, la provincia de Ocaña figura en términos legales o en documentos como la Subregión de Occidente de dicho departamento, el término de la Provincia de Ocaña en la actualidad es más conocido como un término popular entre las personas, debido a sus antecedentes históricos y la cultura que ha recorrido esta basta región.

## Geografía

Provincias de los Santanderes en 1855.

### Límites
Al momento de su erección, Ocaña confinaba con la república de Venezuela y las siguientes provincias (en el sentido de las agujas del reloj): Valle de Upar, Santander, Pamplona, Soto y Mompós. Los límites entre provincias no estaban del todo claros pero Agustín Codazzi durante las expediciones que se llevaron a cabo durante la Comisión Corográfica (1850-1859) realizó una minuciosa descripción de los linderos, así como de la geografía, de la mayoría de las provincias que conformaban la República de la Nueva Granada.
A grandes rasgos, los límites que correspondían a la Provincia de Ocaña en 1850 empezaban en el páramo de Guerrero se seguía en línea recta hasta el cerro Las Jurisdicciones para luego continuar al cerro El Tigre, luego continuaba hasta encontrar el curso del río Lebrija y por su curso hasta llegar al caño Chocó. Desde allí el Magdalena demarcaba los límites hasta la desembocadura del río Cesar, el cual se seguía hasta la Ciénaga de Zapatosa.
De allí el límite continuaba en línea recta hasta encontrar la Serranía del Perijá, para tomar el curso del río de Oro, tributario del Catatumbo, y demarcar así los límites de Ocaña con la República de Venezuela. En la boca del río se extiende una recta por una selva desierta que terminaba en la confluencia del río Sardinata con el río Tibú, llamado también Tarra. Seguí por el Sardinata hasta encontrar la boca del Riesito; entonces por una fila de la serranía continuaba la línea divisoria hacia el cerro del Espartillo para buscar la quebrada de la Cueva que cae en el Sardinata, siguiendo su curso hasta su origen en el páramo de Guerrero.

### Aspecto físico
La provincia de Ocaña era recorrida en su parte occidental por las estribaciones de la cordillera Oriental, mientras la parte centro-oriental era ocupada por el valle del río Catatumbo. Gran parte del territorio era selvático y muy agreste.
Dentro de los ríos, el Catatumbo era el más importante de la provincia. Otros ríos importantes para la comunicación y el comercio con otras provincias eran el Tarra, el río de Oro y el Lebrija.

### División territorial
La provincia estaba dividida en un único cantón: Ocaña. Estaba dividido en varios distritos parroquiales y aldeas, de la siguiente manera:
- Cantón de Ocaña: Ocaña, Ángeles, Aguachica, Aspasica, Badillo, Carmen, Convención, La Cruz, La Palma, Loma de Corredor, Loma de indígenas, Otaré, Pueblo Nuevo, Puerto Nacional, Río de Oro, San Antonio, San Bernardo, Simaña, Tamalameque y Teorama.

## Política

### Ley 64 de 1849
Entre 1831 a 1833 la Nueva Granada había desmembrado sus veinte provincias existentes del Estado nacional, se fundaron algunas nuevas provincias en la administración de Tomás Cipriano de Mosquera durante el período entre 1845 y 1849, pero la mayoría de las provincias fueron creadas durante la presidencia de José Hilario López, la de Ocaña fue una de ellas.
El contenido de la ley que autorizó la formación de la provincia de Ocaña tiene el siguiente contenido:

"LEI 64 de mayo 29 de 1849 [Pág. 37]

Creando la provincia de Ocaña
El Senado y Cámara de Representantes de la Nueva Granada, reunidos en Congreso.
Decretan:
Art. 1°. Los distritos parroquiales de Ocaña, Río de Oro, Cármen, Convención, Loma de indijenas, San Antonio, Brotaré, La Cruz, Aspásica, La Palma, Pueblonuevo, Buenavista, Los Ánjeles, Loma de Corredores, Aguachica, Puerto Nacional, Simaña, San Bernardo, Badillo i Tamalameque, formarán una provincia.
Art 2°. El gobernador de Ocaña nombrará los representantes y senadores que le correspondan con arreglo a la constitución y a la población que contempla.
Art 3°. El secretario de la gobernación de Ocaña gozará del sueldo anual de cuatro mil reales; y el de Mompós de doce mil reales.
Art 4°. Se asignan para local i gastos de escritorio de la Gobernación de Ocaña mil doscientos reales anuales.
Art 5°. La provincia de Ocaña nombrará los representantes y senadores que le correspondan con arreglo a la constitución y a la población que contenga.
Art. 6°. La provincia de Ocaña se incorpora al distrito judicial de Guanentá. 
Dada en Bogotá a 28 de mayo de 1849.
El Presidente del Senado, J.I. de Márquez. El Presidente de la Cámara de Representantes, Mariano Ospina. - El Secretario del Senado, Pastor Ospina. -El Representante Secretario, Juan Antonio Calvo.
Ejécutese i publiquese. El presidente de la República,

José Hilario López"

## Demografía
Según el censo de 1851, la provincia contaba con 23.450 habitantes, de los cuales 11.083 eran hombres y 12.367 eran mujeres.

## Economía
Los productos más abundantes en la provincia, base de la subsistencia del pueblo, eran: maíz, yuca, papas, frìjoles, apios, ahuyamas, trigo, arroz, garbanzos, arvejas, plátano, anís, algodón, tabaco, tagua o marfilvegetal, cebollas, ajos, azúcar, panela, aguardiente, café y cacao. Se manufacturaban lienzos de algodón, ruanas de lana e hilo, mantas, manteles, toallas, encajes bien finos, sombreros de nacuma y de palma común, alpargatas, sogas y sacos de fique, entre otros.
La provincia no contenía minerales preciosos dispuesto para ser explotados, por lo cual la vocación de la población fue ganadera y agricultora. La explotación de recursos naturales se basaba ante todo en la madera y en las resinas extraídas de esta.